# Алекс Джонс
А́лекс Джо́нс (англ. Alex Jones; повне ім'я Алекса́ндр Емерік Джо́нс, англ. Alexander Emerick Jones; 11 лютого 1974, Даллас, штат Техас, США) — американський радіоведучий, шоумен, продюсер і режисер документальних кінофільмів, письменник, актор. Веде радіопередачу новин «Шоу Алекса Джонса» (англ. Alex Jones Show), трансляція якої йде із міста Остін в Техасі на понад 60 АМ, ЧМ і короткохвильових радіостанціях на території США, а також в мережі Інтернет. Алексу належать сайти infoWars.com, PrisonPlanet.com.
Алекс Джонс — відомий теоретик змов. На сторінках видання «Нью Репаблік» (англ. The New Republic) журналіст Мішель Голдберг (англ. Michelle Goldberg) пише, що Алекс являє собою «старий американський консерватизм того виду, що в останній раз розцвітав в часи „Товариства Джона Бірча“ (англ. John Birch Society) — він ізоляціоніст, великий противник Волл-стріт, параноїдальний щодо змови еліти».
Алекс Джонс бачить себе лібертаріанцем, відмовляючись співпрацювати з правими, називає себе палеоконсерватором. В промо-біографії він названий «агресивним конституціоналістом».
У квітні 2022 року заперечив російські воєнні злочини, звинувативши українську сторону в інсценуванні трагедії в Бучі.

## Біографія
Джонс народився 11 лютого 1974 року в Далласі, штат Техас, та виріс у передмістях Роквула та Остіна в Техасі. Його батько був дантистом, а мати домогосподаркою. В 1993 році Джонс випустився зі школи Андерсона в Остіні. Після школи він вступив і закінчив Остінський загальний коледж.
Він був доволі неспокійним підлітком, багато бився із хуліганами та в той час заробив виразну кульгавість. Найбільший вплив на його погляди здійснила книжка відомого американського консервативного журналіста Гарі Аллена «Ніхто не наважиться назвати це таємною змовою» (None Dare Call It Conspiracy), яку він прочитав ще у 13 років.

## Телешоу Алекса Джонса
Радіопередачі «Шоу Алекса Джонса», беззмінним ведучим якого є Джонс, транслюється на території США більш ніж на 60 станціях в СВ, КВ та УКВ діапазонах. Програма виходила в ефір по робочих днях із 11:00 по 15:00 годин (UTC-6) і щонеділі — із 16:00 по 18:00 годин (UTC-6). Окрім радіо, всі ефіри доступні за допомогою інтернет-ресурсів infoWars.com та PrisonPlanet.com.
Як гості в радіопередачі виступали конгресмен Рональд Ернест Пол, ікона кантрі музики Віллі Нельсон, ексгубернатор штату Міннесота — Джессі Вентура, автор і оратор Джордан Максвел, актор Чарлі Шин, реп-музикант KRS-One, музикант Шутер Дженінгс, фронтмен групи Muse — Меттью Белламі, британський політик Крістофер Монктон, тренд-аналітик Джеральд Селенте, член групи Megadeath — Дейв Мастейн, антивійськова активістка Сінді Шинан, преподобний Тед Пайк, преподобний Ліндсей Вільямс та інші.

## Вебсторінки
Алекс Джонс має особисті сайти — infoWars.com та PrisonPlanet.com. Окрім освітлення основних світових проблем, Джонс приділяє багато уваги темам порушення громадянського права, світове керівництво (нове світове правління) та багато іншого.

## Фільмографія
Алекс Джонс створив цілу серію документальних фільмів на тему «Новий світовий порядок» як режисер. В деяких кінострічках на подібні теми він виступає продюсером, а інколи актором. Він доторкається до таких аспектів, як руйнування національної незалежності США, порушення громадянських прав американців, нецільове використання державної влади, грабежі корпорацій і ділків Волл-стріт, змова міжнародної фінансової еліти та багато іншого.
- «America: Destroyed by Design» (1998).
- «Police State 2000» (2000).
- «America Wake Up or Waco» (2000).
- «The Best of Alex Jones» (2000).
- «Dark Secrets Inside Bohemian Grove» (2000).
- «Police State II: The Takeover» (2000).
- «911: The Road to Tyranny» (2002).
- «The Masters of Terror: Exposed» (2002).
- «Matrix of Evil» (2003).
- «Police State 3: Total Enslavement» (2003).
- «American Dictators: Documenting the Staged Election of 2004» (2004) (Виконавчий продюсер).
- «Martial Law 9-11: Rise of the Police State» (2005).
- «The Order of Death» (2005).
- «TerrorStorm: A History of Government-Sponsored Terrorism» (2006).
- «Ендшпіль: план глобального поневолення» (англ. Endgame (2007 film)) (2007).
- «Endgame 1.5» (2007).
- «TerrorStorm: A History of Government-Sponsored Terrorism - Second Edition» (2007).
- «Розмінна монета» (англ. Loose Change: Final Cut by Dylan Avery) (2007) (Виконавчий режисер).
- «The 9/11 Chronicles: Part 1, Truth Rising» (2008).
- «Fabled Enemies by Jason Bermas» (2008) (Продюсер).
- «DVD Arsenal: The Alex Jones Show Vols. 1—3» (2009).
- «The Obama Deception: The Mask Comes Off» (2009).
- «Fall of the Republic: Vol. 1, The Presidency of Barack H. Obama» (2009).
- «Reflections and Warnings: An Interview with Aaron Russo» (2009).
- «Police State IV: The Rise Of FEMA» (2010).
- «Invisible Empire: A New World Order Defined by Jason Bermas» (2010).

Документальні стрічки, в яких бере участь Алекс Джонс:
- «Aftermath: Unanswered Questions from 9/11», режисер Стефен Маршал (англ. Stephen Marshall) (2003).
- «New World Order», режисер Люк Меєр (англ. Luke Meyer) та Ендрю Нил (англ. Andrew Neel) (2009).

Алекс Джонс зіграв епізодичні ролі у двох кінофільмах американського режисера Ричарда Линкрейтера (англ. Richard Linklater):
- «Пробудження життя» (англ. Waking Life) (2001).
- «Помутніння» (англ. A Scanner Darkly) (2006)

Також, Алекс Джонс є автором книги:
- «9-11: Descent Into Tyranny», видавництво «Progressive Press» ISBN 1-57558-113-2 (2002)

Ресурси на відеохостингах:
- Саміт в Копенгагені 2015
- Вакцина (Адіван)